# Гранд Рапидс (Минесота)
Гранд Рапидс (енгл. Grand Rapids) град је у америчкој савезној држави Минесота.

## Демографија
По попису из 2010. године број становника је 10.869, што је 3.105 (40,0%) становника више него 2000. године.
| Група             | 2000.         | 2010.          |
| Белци             | 7.384 (95,1%) | 10.207 (93,9%) |
| Афроамериканци    | 22 (0,3%)     | 66 (0,6%)      |
| Азијати           | 55 (0,7%)     | 64 (0,6%)      |
| Хиспаноамериканци | 66 (0,9%)     | 131 (1,2%)     |
| Укупно            | 7.764         | 10.869         |